# Mogor (Marín)
San Jorge de Mogor (en gallego y oficialmente, San Xurxo de Mogor) es una parroquia situada en el municipio de Marín. Según el INE, en 2024 contaba con 983 habitantes (471 hombres y 512 mujeres). Cuenta con 5 entidades poblacionales. Sus lugares más destacados son la Barriada de Mogor, un barrio marinero fundado en los años 1960, y la playa de Mogor. Desde el punto de vista histórico, también destacan sus famosos petroglifos, situados muy cerca de la playa, y el Castro de Subidá, ubicado en el límite con la parroquia de San Julián.
Sus fiestas parroquiales, en honor a San Jorge, son a finales de abril.

## Galería de imágenes

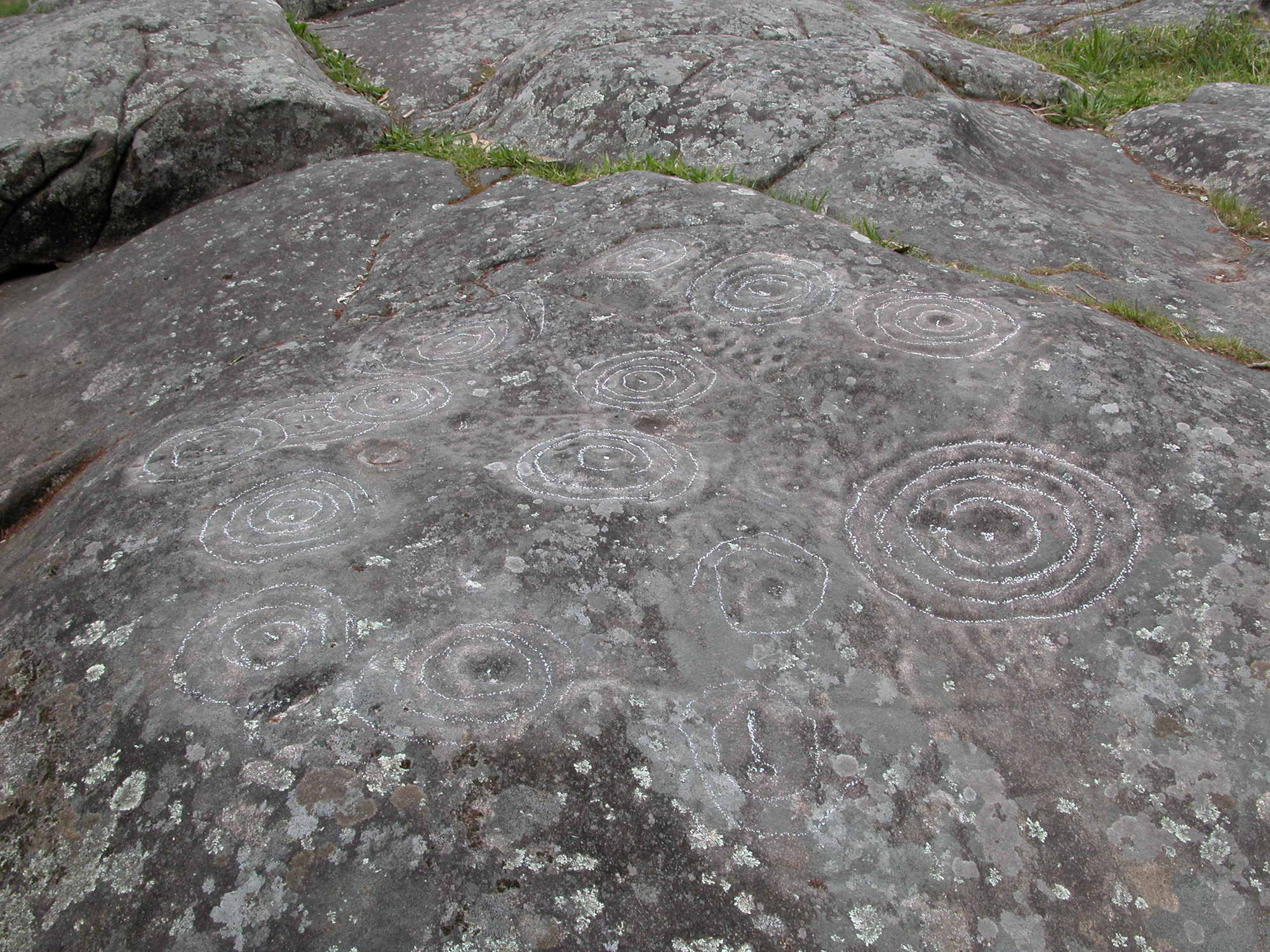
Petroglifos de Mogor
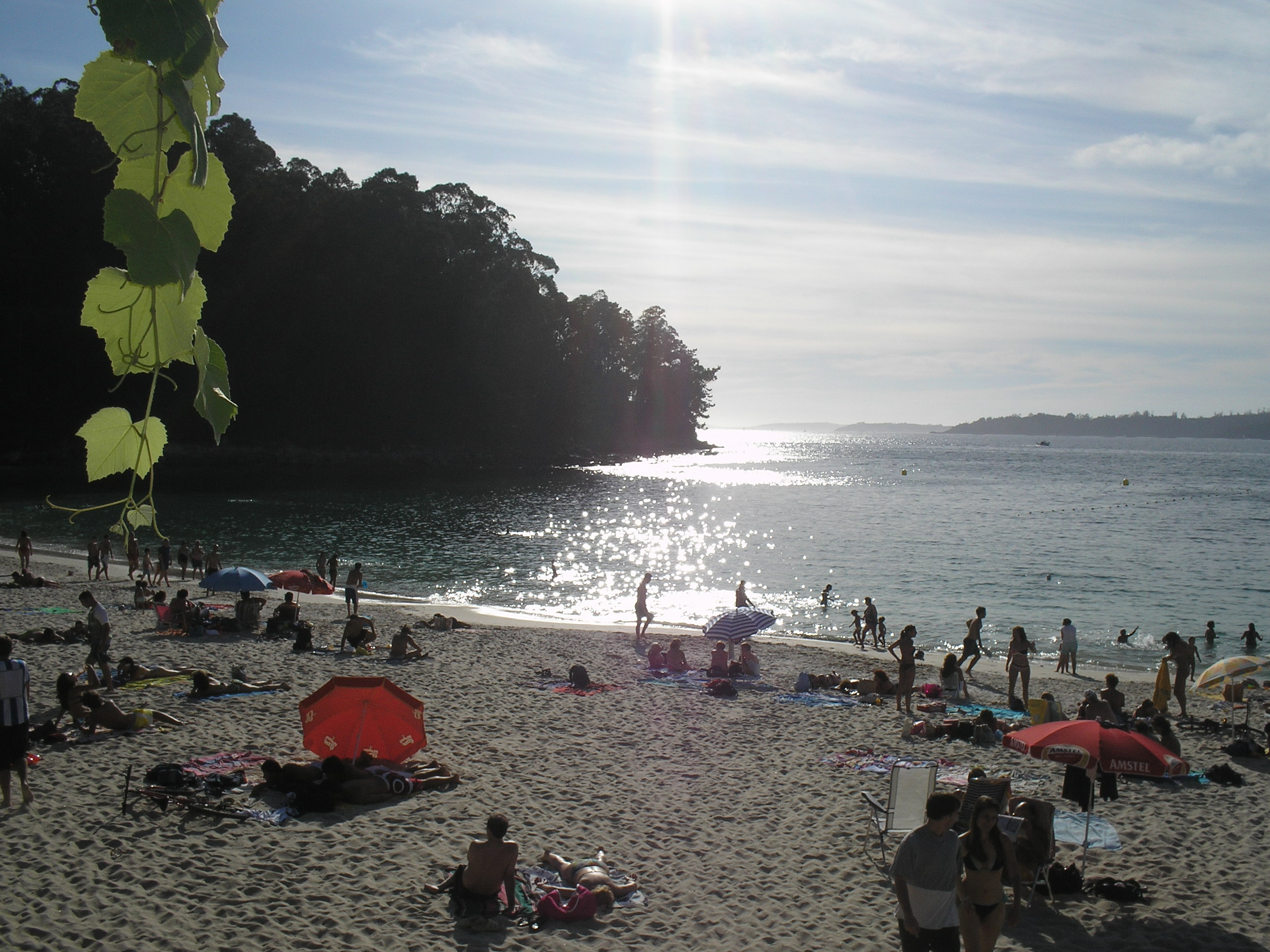
Playa de Mogor
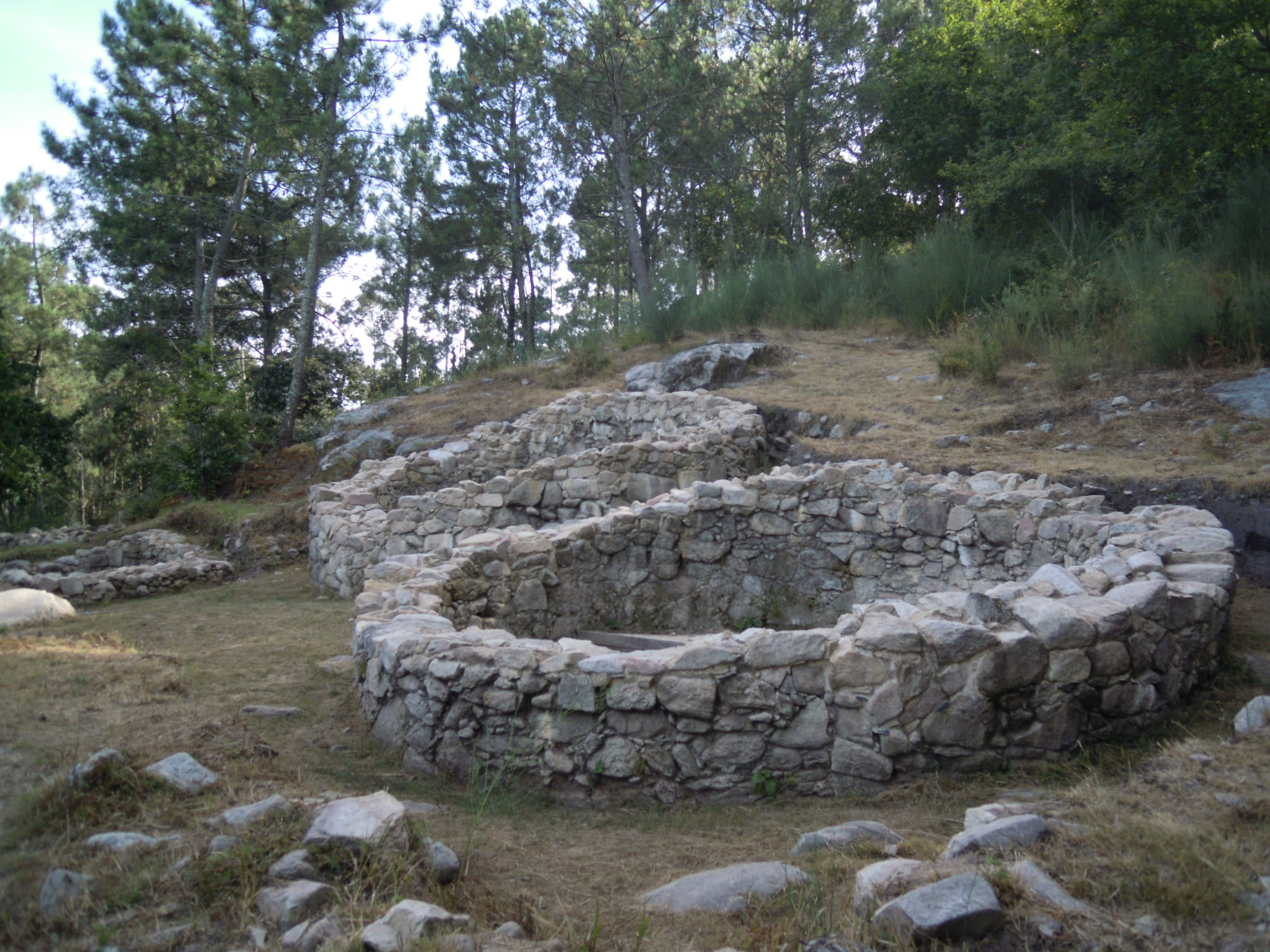
Castro de Subidá